# Zypern-Zwergohreule
Die Zypern-Zwergohreule (Otus cyprius) ist eine Eulenart aus der Gattung der Zwergohreulen (Otus). Sie wurde 2015 von der Zwergohreule (Otus scops) abgespalten und ist auf der Mittelmeerinsel Zypern endemisch.

## Merkmale
Die Zypern-Zwergohreule erreicht eine Körperlänge von 19 cm. Die Geschlechter ähneln sich. Die Flügellänge beträgt bei den Männchen 150 bis 159 mm und bei den Weibchen 145 bis 162 mm, die Schwanzlänge 65 bis 74 mm bei den Männchen und 62 bis 72 mm bei den Weibchen, die Schnabellänge 16,5 bis 18,85 mm bei den Männchen und 16,5 bis 19,1 mm bei den Weibchen, die Schnabelbreite 6,6 bis 9,9 mm bei den Männchen und 7,1 bis 10,2 mm bei den Weibchen und die Lauflänge beträgt bei den Männchen 26,5 bis 32,8 mm und bei den Weibchen 27,8 bis 37,6 mm.
Im Gegensatz zur Zwergohreule gibt es keine rötlich-braune Morphe, sondern nur eine graue Morphe, obwohl die meisten Zypern-Zwergohreulen einige rötliche Federn an der Oberseite aufweisen. Der Gesichtsschleier ist grau und wird um die Augen herum dunkler grau-braun. Die schmalen Augenbrauen sind weißlich. Der Scheitel, die kleinen Ohrbüschel und die Oberseite sind braun-grau mit schwarz-braunen Streifen, Binden und Stricheln. Der Nacken weist helle Flecken auf. Eine Linie schwarz-gepunkteter weißer oder sehr heller gelbbrauner Flecken verläuft entlang der Schulterblätter, weitere Flecken befinden sich auf den größeren Flügeldecken. Die äußeren Flügeldecken sind breit gelb-weiß gebändert, der Schwanz ist schmaler gebändert.
Die Unterseite ist grau-weiß bis grau mit (manchmal kräftigen) schwarz-braunen Streifen, dünnen Binden und Stricheln, wobei die Streifen an den Seiten und Flanken am breitesten sind. Vereinzelte rötliche Federn sind an Brust und Bauch verstreut.
Der Schnabel ist blauschwarz, die Iris ist gelb. Die auffallend dünnen Beine sind gelbweiß befiedert. Die Füße sind grau.
Die Jungvögel sind unbeschrieben.
Otus cyprius unterscheidet sich genetisch von der Nominatform O. s. scops der Zwergohreule durch nur eine Nukleotid-Substitution, und die Sequenz-Differenz im mtDNA cyt-b-Gen zu anderen Zwergohreulen-Populationen beträgt 0,1 %, was darauf hindeutet, dass sie sich wahrscheinlich erst vor einigen zehntausend Jahren auseinanderentwickelt haben. Im Gegensatz dazu beträgt die Sequenzdifferenz zwischen O. s. cycladum und O. s. scops 0,2–0,5 %.

## Systematik
Die Zypern-Zwergohreule wurde 1901 von Julius von Madarász als Scops cypria erstbeschrieben. Das Typusexemplar, ein von Kárl Glaszner am 8. Februar 1901 gesammeltes und in Budapest aufbewahrtes Männchen, wurde 1956 durch einen Brand zerstört, aber ein anderes Exemplar, ein von Madarász eingesandtes und ursprünglich als „Kotypus“ bezeichnetes Weibchen befindet sich im Manchester Museum. Da auf dem Originaletikett angegeben wird, dass es am 1. März 1902 bei Stavrovouni, Zypern, gesammelt wurde, kann es jedoch nicht als Typusexemplar betrachtet worden sein, als Madarász sein neues Taxon beschrieb, weil die entsprechende Ausgabe des Fachjournals Természetrajzi Füzetek, die seine Beschreibung enthält, vom 10. Juni 1901 datiert ist.
Die Zypern-Zwergohreule wurde lange Zeit als Unterart der Zwergohreule angesehen, unter anderem von Charles Vaurie und Cees S. Roselaar, der diese Eule aufgrund ihres charakteristischen Gefieders für einen klar abgegrenzten Insel-Endemiten hielt, während Claus König, Friedhelm Weick und Jan-Hendrik Becking sie 1999 mit den Zwergohreulen aus der Türkei (Otus scops cycladum) zusammenfassten, vielleicht beeinflusst durch eine Bemerkung von James Lee Peters, 2008 aber die letztgenannte Unterart für Populationen auf Kreta, den Kykladen, in Südgriechenland und der Südtürkei bis nach Israel und Jordanien wieder einführten. Die Abspaltung der Zypern-Zwergohreule wurde 2015 von Peter Flint und seinen Kollegen auf der Grundlage von Lautäußerungen und in geringerem Maße von Morphologie und Genetik vorgeschlagen, wobei die Abweichungen bei den Lautäußerungen auch von Magnus S. Robb bestätigt wurden.

## Lautäußerungen
Ein bedeutendes Unterscheidungsmerkmal zwischen der Zypern-Zwergohreule und den Unterarten der Zwergohreule sind die Lautäußerungen. Während sich bei den Zwergohreulen der Reviergesang als monotoner, einsilbiger Pfiff äußert, geben die zyprischen Zwergohreulen einen Doppelpfiff wieder. In der Vergangenheit wurde angenommen, dass es sich dabei um Duette von Brutpaaren handelt, jüngere Studien kamen jedoch zu dem Ergebnis, dass dieser Doppelpfiff allein vom Männchen vorgetragen wird.
Doppelpfiffe gibt es auch bei den Unterarten O. s. cycladum und O. s. mallorcae, doch ist der zweite Pfiff dann leiser und kürzer als bei O. cyprius.

## Lebensraum
Die Zypern-Zwergohreule bewohnt eine Vielzahl von mehr oder weniger bewaldeten Lebensräumen in allen Höhenlagen bis zu 1900 m auf der gesamten Insel, einschließlich offener Wälder, Zypressen- (Cupressus sempervirens) und Kiefernwälder (Pinus brutia), Olivenbäume (Olea europaea) und Johannisbrotbäume (Ceratonia siliqua), Buschland, landwirtschaftliche genutzte Flächen sowie Parks und Gärten in Städten und Dörfern.

## Lebensweise
Die Art ist wie die Zwergohreule nachtaktiv, jedoch liegen noch keine veröffentlichten Studien über die Jagdtechniken oder die Ernährungsweise der Zypern-Zwergohreule vor. Das Fortpflanzungsverhalten ist nicht gut studiert. Die Eiablage erfolgt im April und Mai. Die Jungvögel wurden zwischen Mai und Juli beobachtet, während Paarungsrufe hauptsächlich zwischen Februar und Juli zu hören sind. Die Nester werden sowohl in Bäumen als auch in Gebäuden, in Löchern (auch in Mauern und Felsen) und einmal auch in einem tiefwandigen Brunnen errichtet. Es ist bekannt, dass die Zypern-Zwergohreulen in Nistkästen von geeigneter Größe, z. B. für Schleiereulen (Tyto alba), brüten. Wie die Zwergohreule nutzt auch diese Art zumindest gelegentlich alte Nester der Elster (Pica pica), die in Olivenbäumen und Wacholderbäumen (Juniperus phoenicia) errichtet werden. Die Gelege umfassen zwei bis fünf (gewöhnlich vier) weiße Eier.

## Gefährdung
Obwohl diese Art ein begrenztes Verbreitungsgebiet hat, wird sie von der IUCN als „nicht gefährdet“ (least concern) klassifiziert. Die Population wird auf 10.000 bis 24.000 geschlechtsreife Individuen geschätzt. Der Bestandstrend ist unbekannt.
Die Häufigkeit der Art und die Brutökologie wurden bis vor kurzem nicht untersucht. In Zypern wurden alte Bäume zur Holzgewinnung massiv gefällt um Land für andere Kulturen zu schaffen. Zypern-Zwergohreulen nisten auch in alten Steinhäusern in Dörfern, aber moderne Renovierungsarbeiten reduzieren die Anzahl solcher künstlicher 
Nisthöhlen. Aufgrund des unsicheren Populationsstatus und der Hinweise, dass die Zypern-Zwergohreule gejagt wird, wurde 2015 ein Nistkastenprogramm mit 238 Nistkästen im und um das Naturschutzgebiet Paphos Forest gestartet.